# Snyltaren
Snyltaren (italienska: Accattone) är en italiensk dramafilm från 1961 i regi av Pier Paolo Pasolini.

## Rollista i urval
- Franco Citti - Vittorio Cataldi, "Accattone"
- Franca Pasut - Stella
- Silvana Corsini - Maddalena
- Adriana Asti - Amore
- Mario Cipriani - Balilla
- Piero Morgia - Pio
- Adele Cambria - Nannina